# Tenuipalpus annonae
Tenuipalpus annonae är en spindeldjursart som beskrevs av De Leon 1957. Tenuipalpus annonae ingår i släktet Tenuipalpus och familjen Tenuipalpidae. Inga underarter finns listade i Catalogue of Life.